# Пузырчатая упаковка

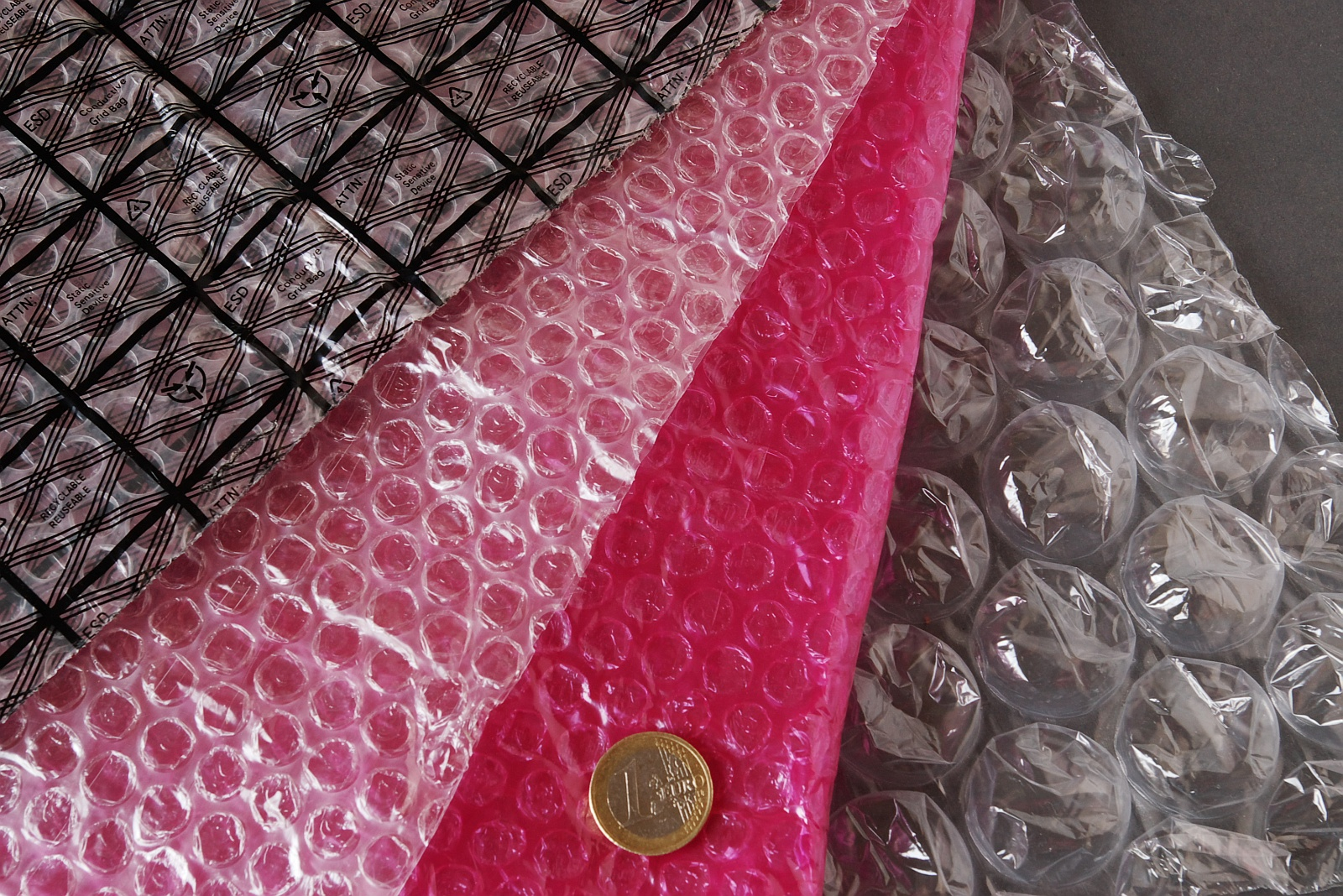
Пузырчатая упаковка нескольких видов.

Воздушно-пузырьковая плёнка, воздушно-пузырчатая упаковка или пупырка, — гибкий прозрачный полиэтиленовый материал, поверхность которого равномерно покрыта небольшими выступами, заполненными воздухом. Используется для упаковки хрупких предметов быта и компонентов оборудования, таких как посуда, электровакуумные приборы, оптика, точная механика. Изобретена двумя инженерами: Альфредом Филдингом и Марком Шаванном в 1957 году. Первоначально задумывалась как новый материал для обоев, который было бы легко и удобно чистить.

## История
В дизайне интерьеров простых американских граждан в 1950-х годах произошёл переход от более традиционного декора к семейному стилю, ориентированному на будущее, с перспективой освоения космоса, вдохновлённый литературой,  футуристическими фильмами и телевидением.
К тому времени обои перестали являться предметом роскоши, которую могли позволить себе только богатые, и стали элементом декора стен, который мог позволить себе каждый. В 1957 году Альфред У. Филдинг и Марк Шаванн захотели создать высококачественные пластиковые обои, главной особенностью которых являлась бы их ярко выраженная текстурированность.
В гараже Филдинга они склеили два пластиковых листа, создав внутри воздушные карманы, и наклеили на них бумажную подложку. К сожалению, конструкция оказалась не такой популярной, как они надеялись, и у оказалось без применения. Изначально проект назывался Air Cap, компания, основанная для его продажи — Sealed Air.
Первоначально предпринимались попытки продавать новое изобретение в теплицы в качестве дешёвого изоляционного материала, но задумка не возымела успеха. По воле случая, другая футуристическая инновация помогла обнаружить применение этому материалу.
В 1959 году компания IBM представила свой новый компьютер, но возникли опасения, что новое оборудование будет сложно транспортировать, не повредив его, с помощью традиционных упаковочных материалов — газет, соломы или конского волоса.
Маркетолог компании Sealed Air Фредерик Бауэрс начал рекламную компанию, которая была призвана продать Bubble Wrap (с анг. —обёртка с пузырями) в качестве упаковочного материала для новой продукции IBM.
Впоследствии материал, изобретённый Альфредом У. Филдиргом и Марком Шаванном стал широко применяться в своём  новом качестве в транспортировке большого спектра грузов.

## Технология
Существует множество разновидностей пленки с варьирующимся размером воздушных карманов.  На практике применяется для упаковки товаров и грузов в один или более слоёв — в зависимости от условий и задач. Пузырьковая плёнка также используется для изготовления некоторых видов почтовых конвертов.
Пузырчатая пленка чаще всего изготавливается из полиэтиленовой пленки (полиэтилен низкой плотности), фасонная сторона которой соединена с плоской стороной для образования воздушных карманов. Некоторые типы пузырчатой пленки имеют повышенную устойчивость к механическим воздействиям, что позволяет продлить срок эксплуатации.
Существует множество видов плёнок с различными диаметрами воздушных карманов, однако наиболее популярной конфигурацией является — 1 сантиметр. На эксплуатационные свойства пленок так же большое влияние оказывают материалы, применяемые при их изготовлении. Так, например, при изготовлении пузырчатых пленок для транспортировки электронных схем, применяются специальные материалы не создающие статического электричества.
В 2015 году компания Sealed Air выпустила упаковку iBubble Wrap, воздушные карманы в которой соединены в полоски. Это позволяет продавать упаковочный материал, который наполняется воздухом перед использованием и увеличивается в объёме в 50 раз. 

## Развлечение
Распространённое развлечение — сдавливание паца—100 рьков на пузырчатом полиэтилене, сопровоявляется размер в 1 см. в дающееся характерным хлопком.
Компании Bandai и Kawakamвоздушных кр мановсоздали брелок под названием Mugen Puti Pвысокую устойчивость к механическим повреждениям, что продлевает срок её службыю пузырьков на упаковке (тактильные ощущения также сходны). А каждое сотое нажатие сопровождается бонусным звуком (собачий лай, дверной звонок, оргазменный стон или одним из многих других порой даже некультурных, но очень веселых звуков).
Приверженцем этого увлечения является Жозеф, пей секты «Душных контактеров», пленивших главных героев. Главные герои использовали данные плащи для маскировки при попытке побега, но не могли устоять от лопанья пузырьков.
По аналогии с пузырчатой упаковкой, известной под народным названием «пупырка», пупырками стали называть игрушку поп-ит, распространившуюся в России весной 2021 года.